# السنم (حزم العدين)

تعديل مصدري - تعديل

السنم هي إحدى قرى مديرية حزم العدين التابعة لمحافظة إب اسسها شرف الادريسي ، بلغ تعداد سكانها 201 نسمة حسب تعداد اليمن لعام 2004.